# Chaudière-Appalaches

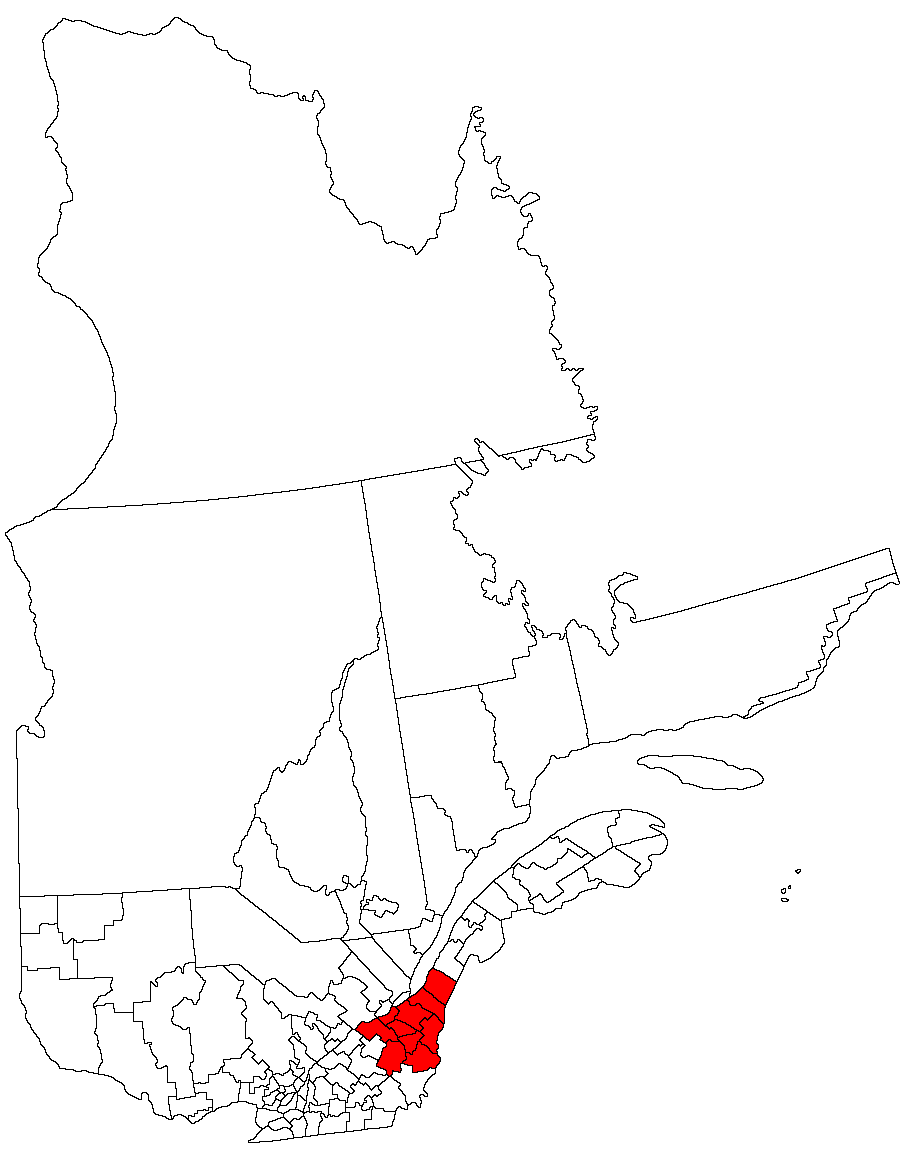
Localização da região administrativa de Chaudière-Appalaches no Quebec.

O Chaudière-Appalachesé uma região administrativa da província canadense do Quebec. A região possui 15 071 km², 393,415 habitantes e uma densidade demográfica de 26,1 hab/km². Está dividida em nove regionalidades municipais e em 136 municípios.

## Subdivisões

### Regionalidades Municipais
- Beauce-Sartigan
- Bellechasse
- Les Appalaches
- La Nouvelle-Beauce
- Les Etchemins
- L'Islet
- Lotbinière
- Montmagny
- Robert-Cliche

### Cidade Independente
- Lévis